# Jörg Köpke (Journalist)

Jörg Köpke

Jörg Köpke (* 29. Januar 1967 in Buxtehude) ist ein deutscher Historiker, Journalist, Autor und politischer Berater.

## Leben
Köpke studierte in Hamburg und Ioannina (Griechenland) Latein, Geschichte und Erziehungswissenschaften und promovierte in Alter Geschichte. Nach einem Volontariat bei den Lübecker Nachrichten arbeitete er unter anderem für die Bild-Zeitung als landespolitischer Korrespondent in Hamburg sowie als Chefkorrespondent für die Ostsee-Zeitung in Schwerin. Im Jahr 2013 gewann er für die Berichterstattung über den Werftenstandort Mecklenburg-Vorpommern den Medienpreis „Rufer“. Seit 2015 war er als Hauptstadtkorrespondent und investigativer Reporter mit den Schwerpunkten Innenpolitik, Rechtsextremismus, Geheimdienste und Verteidigung für das Redaktionsnetzwerk Deutschland (RND) in Berlin tätig. In den Jahren 2019 und 2020 war er jeweils in der Vorauswahl zum Nannen Preis. Von Januar 2021 bis Februar 2025 leitete er die Kommunikationsabteilung am Centrum für Europäische Politik (cep) in Freiburg und Berlin mit Partnerinstituten in Paris und Rom. Seit März 2025 arbeitet Köpke als Director Public Policy & Government Relations für die CompuGroup Medical (CGM) in Berlin.

## Schriften
- Die italischen Bischöfe unter ostgotischer Herrschaft. Prosopographische Untersuchungen zur Stellung des italienischen Episkopats zwischen Antike und Mittelalter. Hamburg 1999.[4]
- Unterwandert. Wie Rechte den Rechtsstaat unterwandern. Das Neue Berlin 2021, ISBN 978-3-360-02800-6.[5]
- Grundsätze für das digitale Zeitalter. Zwischen Verheißung und Untergang: Warum Digitalisierung ohne Grenzen in die Diktatur führt. cepAdhoc 1/2022. Volltext.
- Vorteil Ukraine: Wie KI die Kräfteverhältnisse im Krieg verändert. cepAdhoc 4/2023 gemeinsam mit Anselm Küsters. Volltext.

## Belege
1. ↑  Medienpreis "Rufer" verliehen. In: Ostsee-Zeitung. Abgerufen am 11. August 2021.
2. ↑  Nannen-Preis 2019 Kategorie Web-Projekte. (PDF) Abgerufen am 11. August 2021.
3. ↑  Nannen-Preis 2020 Kategorie Dokumentation. (PDF) Abgerufen am 11. August 2021.
4. ↑  Köpke, Jörg: Die italischen Bischöfe unter ostgotischer Herrschaft. (PDF) Abgerufen am 11. August 2021.
5. ↑  Köpke, Jörg: Unterwandert. Wie Rechte den Rechtsstaat unterwandern. Das Neue Berlin, abgerufen am 11. August 2021.

| Personendaten    | Personendaten                                                        |
| ---------------- | -------------------------------------------------------------------- |
| NAME             | Köpke, Jörg                                                          |
| KURZBESCHREIBUNG | deutscher Historiker, Journalist, Autor und Rechtsextremismusexperte |
| GEBURTSDATUM     | 29. Januar 1967                                                      |
| GEBURTSORT       | Buxtehude                                                            |